# A Single Man (film 2009)
A Single Man è un film del 2009 diretto da Tom Ford. 
Il film segna l'esordio alla regia cinematografica dello stilista Tom Ford ed è basato sul romanzo di Christopher Isherwood Un uomo solo; ha per protagonista Colin Firth, che per questa interpretazione ha ricevuto la candidatura all’Oscar come miglior attore.
Il film è stato presentato in concorso alla 66ª Mostra internazionale d'arte cinematografica di Venezia, dove Colin Firth ha vinto la Coppa Volpi per la migliore interpretazione maschile.
Il film è ambientato nel 1962 e racconta l'ultimo giorno della vita di George Falconer, un professore inglese omosessuale che insegna in California. L'uomo ha intenzione di suicidarsi alla fine di questa giornata, poiché è incapace di sopportare il dolore per la tragica morte in un incidente d'auto del suo compagno, Jim, avvenuta otto mesi prima, dopo sedici anni di convivenza. La famiglia di Jim aveva sempre osteggiato il loro rapporto e a George non era stato consentito di partecipare al suo funerale.

## Trama
È mattina presto. George Falconer dorme ancora e sogna di trovarsi tra la neve, presso l'auto in cui il suo compagno Jim ha avuto l'incidente che gli è stato fatale. Jim giace morto sulla neve, George si china a baciarlo, poi si sveglia bruscamente, pieno d'angoscia. Prima di uscire di casa George avverte un malore, ma poi si riprende. Nel corso della giornata George fa la sua ultima lezione all'università dove insegna da anni e qui viene avvicinato da Kenny Potter, uno studente convinto di avere profonde affinità con lui. Ritira il contenuto della sua cassetta di sicurezza, compra i proiettili per una vecchia pistola che ha in casa e che intende usare per suicidarsi, scrive alcune lettere d'addio e annota le sue ultime volontà precisando quale abito vuole gli venga fatto indossare nella bara. Incontra casualmente un attraente prostituto spagnolo di nome Carlos, che paga pur senza accettarne le prestazioni. Cena a casa della sua vecchia amica Charlotte, con la quale anni prima ha avuto una breve relazione, e che annega nell'alcol le sue frustrazioni di divorziata e madre fallita. Charlotte tenta di convincerlo a riprendere la loro relazione sentimentale, ma George la respinge.
Sulla via del ritorno si ferma al bar vicino alla sua abitazione dove anni prima incontrò Jim, e qui poco dopo entra Kenny; certamente questi non è qui per caso, ma è venuto con l'intenzione di incontrarlo. Il ragazzo convince George ad andare insieme a nuotare nudi. I due vanno poi ad asciugarsi a casa di George. Kenny e George conversano, bevono birra, si ubriacano; George perde conoscenza. Si sveglia nel proprio letto, e trova Kenny addormentato sul divano, con una coperta addosso. Sotto la coperta il ragazzo tiene nascosta la pistola di George; evidentemente il ragazzo l'ha trovata insieme alle lettere in cui George annunciava il proprio suicidio e, nascondendo l'arma, ha voluto impedirgli di portare a termine tale progetto. Ma, pur avendola trovata, George decide di non suicidarsi. Sembra avere ritrovato la serenità. Brucia nel camino le lettere d'addio che aveva scritto, poi va a sedersi sul letto. Ma viene colto da un nuovo malore più intenso e, questa volta, è un vero infarto che lo stronca. Cade sdraiato sul pavimento e, negli ultimi istanti di vita, vede Jim chinarsi su di lui e baciarlo.

## Produzione

### Sceneggiatura
L'ex stilista di Gucci, Tom Ford, co-sceneggiatore e produttore delle pellicola, ha dichiarato di aver letto per la prima volta il romanzo di Isherwood all'inizio degli anni ottanta, quando aveva poco più di vent'anni, rimanendo «toccato dall'onestà e dalla semplicità della storia». Nel 2007 Ford si ritrova spesso a pensare al romanzo e al protagonista George, e decide così di rileggere il libro. Nello stesso anno acquista i diritti del romanzo con l'intenzione di realizzare un adattamento cinematografico ed esordire alla regia. Riguardo al romanzo Ford ha affermato:
Un uomo solo è considerato come il primo e miglior romanzo della moderna letteratura gay e pietra miliare del movimento di liberazione gay.

### Riprese
Le riprese sono iniziate a fine ottobre 2008 in California, più precisamente a Los Angeles e Pasadena. Il ruolo principale è affidato a Colin Firth, mentre Julianne Moore e Ginnifer Goodwin sono rispettivamente l'amica e la vicina di casa di George, Nicholas Hoult è l'ambiguo studente universitario Kenny.

### Montaggio
Ford ha affermato di aver impiegato sei mesi per il montaggio del film, stimando inizialmente di dover impiegare la metà del tempo. La lavorazione è avvenuta con la collaborazione della montatrice Joan Sobel, che il regista ha definito come fonte di una «vera ispirazione». Ford ha paragonato la fase di montaggio ad un Cubo di Rubik: «Non capivo veramente come si poteva cambiare completamente il significato di una scena o anche della storia per il modo in cui la si monta». «Sono entrato nel film e l'ho girato e rigirato in così tante direzioni diverse che ciò stava iniziando veramente a sfinirmi. Alla fine, ho guardato il film fino a quando tutto sembrava nell'unico modo in cui sarebbe potuto essere, l'unico modo in cui era stato pensato per essere e l'unico modo in cui avrebbe dovuto essere».

### Fotografia
In alcune scene del film è possibile individuare come il regista abbia voluto insistere sull'empatia tra George e lo spettatore, infatti si può notare un aumento dell'intensità del colore quando il protagonista è più esposto emotivamente, soprattutto nei confronti di Kenny, per il quale nutre una sorta di amore platonico.

## Colonna sonora
Le musiche del film sono frutto di un'attenta ricerca da parte del regista, appassionato in colonne sonore cinematografiche. Ford ha affermato: «Ho provato ad immaginare che tipo di musica potesse trovarsi nella testa di George. Non volevo limitarmi alla musica classica dei primi anni sessanta, ma volevo avere un certo riferimento alla musica classica ed usare una vera orchestra classica». Sempre riguardo alla colonna del suo film: «Ho sempre saputo di volere una grande, esagerata colonna sonora. Volevo un tema d'apertura lussuoso e una musica che fosse una vera e propria colonna sonora vecchio stile».
I compositori scelti sono stati il giapponese Shigeru Umebayashi e il polacco Abel Korzeniowski. Il tema musicale composto da Umebayashi nel 2001 per il film In the Mood for Love di Wong Kar-wai è stato definito da Ford come uno dei suoi preferiti pezzi di musica per film. Secondo Ford, il compositore giapponese ha scritto tre temi per A Single Man che «hanno catturato veramente il personaggio di George e il suo stato d'animo».

### Tracce
1. Stillness of the Mind – 3:54 (musica: Abel Korzeniowski)
2. Drowning – 1:48 (musica: Abel Korzeniowski)
3. Snow – 1:15 (musica: Abel Korzeniowski)
4. Becoming George – 3:51 (musica: Abel Korzeniowski)
5. George's Waltz (1) – 1:40 (musica: Shigeru Umebayashi)
6. Daydreams – 2:16 (musica: Abel Korzeniowski)
7. Mescaline – 3:10 (musica: Abel Korzeniowski)
8. Going Somewhere – 1:59 (musica: Abel Korzeniowski)
9. A Variation on Scotty Tails Madeline – 1:52 (musica: Shigeru Umebayashi)
10. Carlos – 1:01 (musica: Shigeru Umebayashi)
11. La Wally – 3:29 (musica: Miriam Gauci)
12. Stormy Weather – 3:10 (musica: Etta James)
13. Green Onions – 2:54 (musica: Booker T. & the M.G.'s)
14. Blue Moon – 4:39 (musica: Jo Stafford)
15. Swimming – 1:39 (musica: Abel Korzeniowski)
16. And Just Like That – 4:53 (musica: Abel Korzeniowski)
17. George's Waltz (2) – 3:18 (musica: Shigeru Umebayashi)
18. Sunset – 2:59 (musica: Abel Korzeniowski)
19. Clock Tick – 2:07 (musica: Abel Korzeniowski)

## Distribuzione

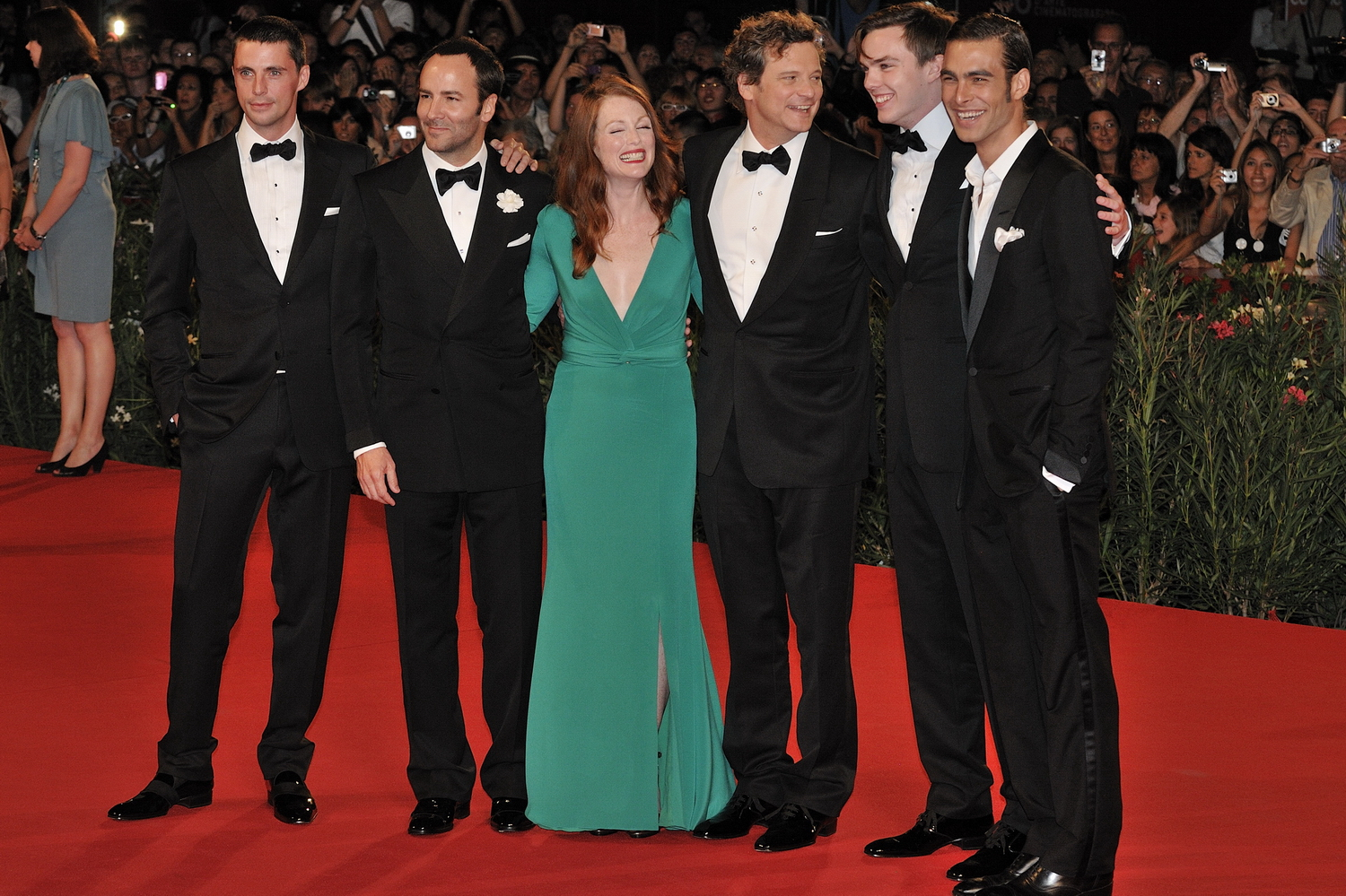
Il cast del film al Festival di Venezia.

Dopo essere stato presentato il 10 settembre 2009 alla 66ª Mostra internazionale d'arte cinematografica di Venezia, il film è stato presentato la settimana successiva al Toronto International Film Festival. Durante il festival canadese il film è conteso da diverse case di distribuzione, ma ad aggiudicarsi la distribuzione statunitense e tedesca del film è stata la Weinstein Company. Il film ha avuto una distribuzione limitata negli Stati Uniti a partire dall'11 dicembre 2009 e una distribuzione più ampia dall'inizio del 2010, in tempo per la corsa agli Oscar, promuovendo Colin Firth per l'ambita statuetta.
Per l'Italia il film è acquistato dalla casa di distribuzione indipendente Archibald Enterprise Film, che ha distribuito la pellicola nelle sale cinematografiche a partire dal 15 gennaio 2010.

## Riconoscimenti
- 2010 - Premio Oscar
  - Candidatura Miglior attore protagonista a Colin Firth
- 2010 - Golden Globe
  - Candidatura Migliore attore drammatico a Colin Firth
  - Candidatura Migliore attrice non protagonista a Julianne Moore
  - Candidatura Migliore colonna sonora a Abel Korzeniowski
- 2010 - Premio BAFTA
  - Miglior attore protagonista a Colin Firth
  - Candidatura Migliori costumi a Arianne Phillips
- 2010 - Screen Actors Guild Awards
  - Candidatura Miglior attore cinematografico a Colin Firth
- 2009 - Mostra internazionale d'arte cinematografica di Venezia
  - Miglior interpretazione maschile a Colin Firth
  - Queer Lion a Tom Ford
  - Candidatura Leone d'oro
- 2010 - Sindacato Belga della Critica Cinematografica
  - Grand Prix al miglior film a Tom Ford
- 2009 - Satellite Awards
  - Miglior scenografia a Ian Phillips e Dan Bishop
  - Candidatura Miglior attore protagonista a Colin Firth
- 2010 - GLAAD Media Awards
  - Miglior film della grande distribuzione